# 立川政則
立川 政則（たつかわ まさのり、1972年10月20日 - ）は、日本の元ラグビー選手。

## プロフィール
- 京都府出身[1]。
- 現役時代のポジションはフランカー(FL)、ナンバーエイト(No8)。
- 日本代表通算キャップ数は1。

## 略歴
花園高校、日本大学を経て、1995年、ワールドに加入。
2000年6月10日に行われたパシフィック・リム選手権サモア戦で日本代表初キャップを獲得した。
2006年、現役を引退した。